# AE Aquarii
AE Aquarii, auch AE Aqr, ist ein kataklysmisch veränderliches Doppelsternsystem vom Typ DQ-Herculis. Es besteht aus einem magnetischen Weißen Zwerg, mit einer Masse von etwa 0,63 M☉, und ca. 0,01 R☉. Er befindet sich in enger Umlaufbahn mit einem massearmen Hauptreihenstern mit etwa 0,76 M☉ und 0,79 R☉ der Spektralklasse K3-5 V, der in seinem Kern Wasserstoff zu Helium fusioniert aber sein Roche-Volumen ausfüllt. Beide umkreisen sich um den gemeinsamen Schwerpunkt mit einer Periodendauer von 9,88 Stunden. Der Weiße Zwerg hat die kürzeste bekannte Rotationsdauer aller Weißen Zwerge mit 33,08 Sekunden pro Umdrehung, die mit einer ungewöhnlich hohen Rate von 1,78 ns pro Jahr zunimmt.
AE Aquarii wird der Unterklasse der DQ-Herculis-Sterne zugeordnet, da der Weiße Zwerg ein mittelstarkes Magnetfeld von 2,4 × 106 Gauss besitzt, das ausreichend ist, um die Bewegung des Plasmastroms signifikant zu beeinflussen, aber zu schwach um den Weißen Zwerg in eine synchrone Rotation mit dem Begleitstern zu zwingen.
Von Astronomen wird angenommen, dass die extrem starken Magnetfelder geladene Teilchen einfangen und sie auf nahezu Lichtgeschwindigkeit beschleunigen. Wenn die Teilchen mit dem Magnetfeld interagieren, strahlen sie Röntgenstrahlen ab. Außerdem wird polarisierte Zyklotronstrahlung durch das Plasma emittiert. Daher sind die harten Röntgenpulse von AE Aquarii denen des Pulsars im Zentrum des Krebsnebels sehr ähnlich.
Dieses System zeigt Ausbrüche, die über mehrere Bänder des elektromagnetischen Spektrums einschließlich der Röntgenstrahlen beobachtet wurden. Der rote Zwergstern verliert ständig an Masse. Der größte Teil davon wird durch den schnell drehenden Weißen Zwerg aus dem System geschleudert. Die Röntgenhelligkeit wird – wie bereits oben erwähnt – durch die Akkretion des Weißen Zwergs verursacht, der durch sein starkes Magnetfeld die Bildung einer Akkretionsscheibe bis zu einem Radius von ca. 100.000 km verhindert. Die Materie, die mit einer geschätzten Transferrate von M ≈ 7,3 × 1010 kg/s auftrifft, wird in thermische Energie umgewandelt und abgestrahlt. Die Temperatur der Akkretionssäulen über den Polen beträgt ca. 107 bis 108 K, so dass die Emission überwiegend im Ultraviolett und Röntgenbereich erfolgt.
Es wird heute allgemein angenommen, dass AE Aquarii eine Superweiche Röntgenquelle war, und gegenwärtig als „Propellersystem“ interpretiert wird.
Beobachtungen mit Hipparcos ergaben eine Parallaxe von 9,80 mas mit einem Fehler von ± 2,84 mas. Das entspricht einem Abstand von 102 pc von der Erde. Durch die schwache Helligkeit des Objekts (11. Größenordnung) ist der Fehler relativ groß, so dass der tatsächliche Wert wahrscheinlich zwischen 79 und 144 pc (258 und 470 Lj) liegt. Aufgrund seiner einzigartigen Eigenschaften wurde dieses System einer ganzen Reihe wissenschaftlicher Studien unterzogen.